# From Zero
Albums de Linkin Park
One More Light
(2017)
Singles
1. The Emptiness Machine
Sortie : 6 septembre 2024
2. Heavy Is The Crown
Sortie : 24 septembre 2024
3. Over Each Other
Sortie : 24 octobre 2024
4. Two Faced
Sortie : 14 novembre 2024
5. Up From The Bottom
Sortie : 28 mars 2025

From Zero est le huitième album studio du groupe de rock américain Linkin Park, sorti le 15 novembre 2024 par les labels Warner Bros. Records et Machine Shop. Il fait suite à l'album One More Light (2017) et est le premier album du groupe à présenter la nouvelle chanteuse Emily Armstrong du groupe Dead Sara au chant, ainsi que le nouveau batteur du groupe Colin Brittain. C'est également le premier album du groupe sans le chanteur Chester Bennington, mort en 2017. Quant au guitariste Brad Delson, il a tout de même co-produit les morceaux, mais ne souhaite plus participer aux tournées. Le titre de l'album a une double signification : il fait référence à la fois au nom original du groupe, Xero (de 1996 à 1999), et au nouveau chapitre du groupe avec Armstrong et Brittain.
Le 28 mars 2025, le groupe publie un nouveau clip intitulé Up From The Bottom annonçant la sortie de la version deluxe qui est prévue pour le 16 mai.   

## Réception

### Réception critique
From Zero a reçu des critiques globalement positives lors de sa sortie. Sur le site Metacritic, From Zero a reçu des « critiques généralement favorables » sur la base d'une note moyenne pondérée de 71 sur 100 obtenue auprès de 11 critiques.

### Réception commerciale
L'album arrive en première place dans 10 pays différents dont l'Allemagne, la France, la Belgique ou la Hongrie. 
L'album arrive numéro un au UK album charts au Royaume-Uni depuis Living Things avec 37 826 de CD vendus lors de sa première semaine.
Sur les ventes totales, l'album a été vendu en 23 149 copies physiques et 4 474 téléchargements numériques. Il est resté huit semaines consécutives au sommet du UK Rock & Metal Albums Chart et a été certifié Argent par la British Phonographic Industry pour avoir dépassé les 60 000 ventes en décembre 2024,. 
En Australie, l'album arrive en tête du ARIA Albums Chart, devenant le quatrième album studio du groupe à y parvenir et le premier depuis A Thousand Suns. 
En Allemagne, l'album a débuté à la première place et a été certifié disque d'or pour plus 75 000 exemplaires vendus dès la première semaine. C'est le deuxième plus gros démarrage de l'année derrière The Tortured Poets Department de Taylor Swift.
Aux États-Unis, l'album débute à la deuxième place du Billboard 200 avec 97 000 exemplaires vendus. 

## Liste des pistes
| No  | Titre                 | Durée |
| --- | --------------------- | ----- |
| 1.  | From Zero (Intro)     | 0:22  |
| 2.  | The Emptiness Machine | 3:10  |
| 3.  | Cut the Bridge        | 3:48  |
| 4.  | Heavy Is the Crown    | 2:47  |
| 5.  | Over Each Other       | 2:50  |
| 6.  | Casualty              | 2:20  |
| 7.  | Overflow              | 3:31  |
| 8.  | Two Faced             | 3:03  |
| 9.  | Stained               | 3:05  |
| 10. | IGYEIH                | 3:29  |
| 11. | Good Things Go        | 3:29  |

| 12. | Up From The Bottom           | 3:03 |
| 13. | Unshatter                    | 3:16 |
| 14. | Let You Fade                 | 3:28 |
| 15. | The Emptiness Machine (Live) | 3:18 |
| 16. | Heavy Is the Crown (Live)    | 3:26 |
| 17. | Over Each Other (Live)       | 2:53 |
| 18. | Casualty (Live)              | 2:56 |
| 19. | Two Faced (Live)             | 3:58 |

## Remarque
« IGYEIH » est l'acronyme de « I Give You Everything I Have », qui équivaut au français « Je te donne tout ce que j'ai ».

## Classements hebdomadaires
| Classement (2024)                  | Meilleure place |
| ---------------------------------- | --------------- |
| Allemagne (Media Control AG)       | 1               |
| Australie (ARIA)                   | 1               |
| Autriche (Ö3 Austria Top 40)       | 1               |
| Belgique (Flandre Ultratop)        | 1               |
| Belgique (Wallonie Ultratop)       | 1               |
| Canada (Canadian Albums Chart)     | 1               |
| Danemark (Hitlisten)               | 2               |
| Écosse (OCC)                       | 1               |
| Espagne (Promusicae)               | 2               |
| États-Unis (Billboard 200)         | 2               |
| États-Unis (Top Rock Albums)       | 1               |
| Finlande (Suomen virallinen lista) | 2               |
| France (SNEP)                      | 1               |
| Irlande (Irish Albums Chart)       | 2               |
| Italie (FIMI)                      | 1               |
| Japon (Oricon)                     | 11              |
| Norvège (VG-lista)                 | 2               |
| Nouvelle-Zélande (RIANZ)           | 1               |
| Pays-Bas (Mega Album Top 100)      | 1               |
| Portugal (AFP)                     | 1               |
| Royaume-Uni (UK Albums Chart)      | 1               |
| Royaume-Uni (Rock & Metal Albums)  | 1               |
| Suède (Sverigetopplistan)          | 3               |
| Suisse (Schweizer Hitparade)       | 1               |

## Certifications
| Pays          | Certification | Ventes certifiées |
| ------------- | ------------- | ----------------- |
| France (SNEP) | Platine       | 100 000           |